# Плејно (Ајова)
Плејно (енгл. Plano) град је у америчкој савезној држави Ајова. По попису становништва из 2010. у њему је живело 70 становника.

## Демографија
Према попису становништва из 2010. у граду је живело 70 становника, што је 12 (20,7%) становника више него 2000. године.
| Група             | 2000.      | 2010.      |
| Белци             | 55 (94,8%) | 63 (90,0%) |
| Афроамериканци    | 0 (0,0%)   | 6 (8,6%)   |
| Азијати           | 0 (0,0%)   | 0 (0,0%)   |
| Хиспаноамериканци | 1 (1,7%)   | 6 (8,6%)   |
| Укупно            | 58         | 70         |